# Астахов, Михаил Николаевич
Михаил Николаевич Астахов (23 ноября 1933 года, деревня Нехочи Хваствичского района Калужской области — 2003) — председатель Калужского горисполкома (1983—1986).

## Биография
Родился в деревне Нехочи Хваствичского района Калужской области.
Окончил Бояновскую семилетнюю школу (1950) и (с отличием) Брянский строительный техникум (1958). Четыре года служил на Балтийском флоте (призван с третьего курса).
С 1958 года работал в Людиновском СМУ-5 мастером, начальником Сукремльского участка, главным инженером.
В 1965 году окончил Московский Всесоюзный заочный строительный институт.
В 1969—1970 начальник СМУ-16. С 1970 года управляющий треста «Людиновпромстрой».
- 1980—1983 председатель объединения «Облколхозстройобъединение», Калуга.
- 1983—1986 председатель Калужского горсовета
- 1986—1987 первый заместитель председателя Калужского облисполкома
- 1987—1996 начальник Калужского УВД.

Генерал-майор милиции.
С 1996 года на пенсии.

## Награды
- Орден Трудового Красного Знамени (1986)
- «Знак Почёта»
- Почётный гражданин города Людиново.